# Хыртоп (Флорештский район)
Хыртоп также Гыртоп (рум. Hîrtop) — село в Флорештском районе Молдавии. Наряду с сёлами Гиндешты, Цыра и ж/д станцией Цыра входит в состав коммуны Гиндешты.

## География
Село расположено на высоте 178 метров над уровнем моря.

## Население
По данным переписи населения 2004 года, в селе Хыртоп проживает 805 человек (374 мужчины, 431 женщина).
Этнический состав села:
| Национальность | Число жителей | Процентный состав |
| -------------- | ------------- | ----------------- |
| молдаване      | 784           | 97,39             |
| украинцы       | 12            | 1,49              |
| русские        | 8             | 0,99              |
| румыны         | 1             | 0,12              |
| Всего          | 805           | 100 %             |